# Chaetophiloscia cellaria
Chaetophiloscia cellaria är en kräftdjursart som först beskrevs av Dollfus 1884.  Chaetophiloscia cellaria ingår i släktet Chaetophiloscia och familjen Philosciidae.

## Underarter
Arten delas in i följande underarter:
- C. c. cellaria
- C. c. coiffaiti